# Dysdera arabiafelix
Dysdera arabiafelix är en spindelart som beskrevs av Gasparo och van Harten 2006. Dysdera arabiafelix ingår i släktet Dysdera och familjen ringögonspindlar. Inga underarter finns listade i Catalogue of Life.